# Yasmany Lugo
Yasmany Daniel Lugo Cabrera (ur. 24 stycznia 1990) – kubański zapaśnik walczący w stylu klasycznym. Srebrny medalista olimpijski z Rio de Janeiro 2016 w kategorii 98 kg.
Siódmy w mistrzostwach świata w 2003. Triumfator igrzysk panamerykańskich w 2015. Siedem medali mistrzostw panamerykańskich, złoto w 2009, 2012, 2013, 2014 i 2017. Triumfator Igrzysk Ameryki Środkowej i Karaibów w 2014 i trzeci w 2018. Czwarty w Pucharze Świata w 2009 i siódmy w 2010. Złoto MŚ juniorów w 2009 roku.